# Fulvio Salvi
Fulvio Salvi (Siena, 22 luglio 1658 – Sovana, 25 maggio 1727) è stato un vescovo cattolico italiano.

## Biografia
Nato a Siena il 22 luglio 1658, figlio di Augusto Maria Salvi e donna Assunta, intraprese ben presto la carriera ecclesiastica, ricevendo la tonsura il 25 marzo 1679 direttamente dall'arcivescovo Clelio Piccolomini. Il 29 giugno 1683 fu promosso al diaconato e ricevette l'ordinazione il 4 luglio di quell'anno, laureandosi poi in teologia nel mese di agosto.
Nominato parroco e preposto di Pienza, fece il suo ingresso in propositura il 9 ottobre 1687. Salvi divenne vicario generale della diocesi di Pienza a partire dall'agosto 1691, prima sotto l'episcopato di Girolamo Borghesi e poi sotto quello di Antonio Forteguerri. Il 18 ottobre 1691 ottenne la sua seconda laurea in utroque iure, ovvero in diritto civile e canonico. Nel 1708 fu nominato camerlengo della massa capitolare di Pienza, ma dovette fare i conti con l'opposizione della famiglia Piccolomini, che esercitava il patronato sull'Opera del duomo.
Nel gennaio 1713 venne trasferito alla diocesi di Sovana, divenendone vicario generale. L'11 dicembre fu nominato vescovo di quella diocesi, succedendo a Domenico Maria della Ciaia, ricevendo la consacrazione il 21 dicembre dalle mani del cardinale Gianantonio Davia e gli arcivescovi Ferdinando Nuzzi e Silvio Cavalieri.
Morì il 25 maggio 1727 e fu sepolto nel duomo di Sovana. Sulla lapide è posto un epitaffio che recita: «D.O.M. / Fulvii. Salvi. epi. suan. / Ossa. VIII. Kal. junii. / MDCCXXVII. sub. orga. / Composit. huc. tran. et. mon. p. g. a.e.c. / Rajmund: Leoni. civis. / Pientin. IX. kal. / Jun. MDCCLXXX».

## Genealogia episcopale
La genealogia episcopale è:
- Cardinale Juan Pardo de Tavera
- Cardinale Antoine Perrenot de Granvelle
- Vescovo Frans van de Velde
- Arcivescovo Louis de Berlaymont
- Vescovo Maximilien Morillon
- Vescovo Pierre Simons
- Arcivescovo Matthias Hovius
- Arcivescovo Jacobus Boonen
- Arcivescovo Gaspard van den Bosch
- Vescovo Marius Ambrosius Capello, O.P.
- Arcivescovo Alphonse de Berghes
- Arcivescovo Humbertus Guilielmus de Precipiano
- Cardinale Gianantonio Davia
- Vescovo Fulvio Salvi